# Les Fusains

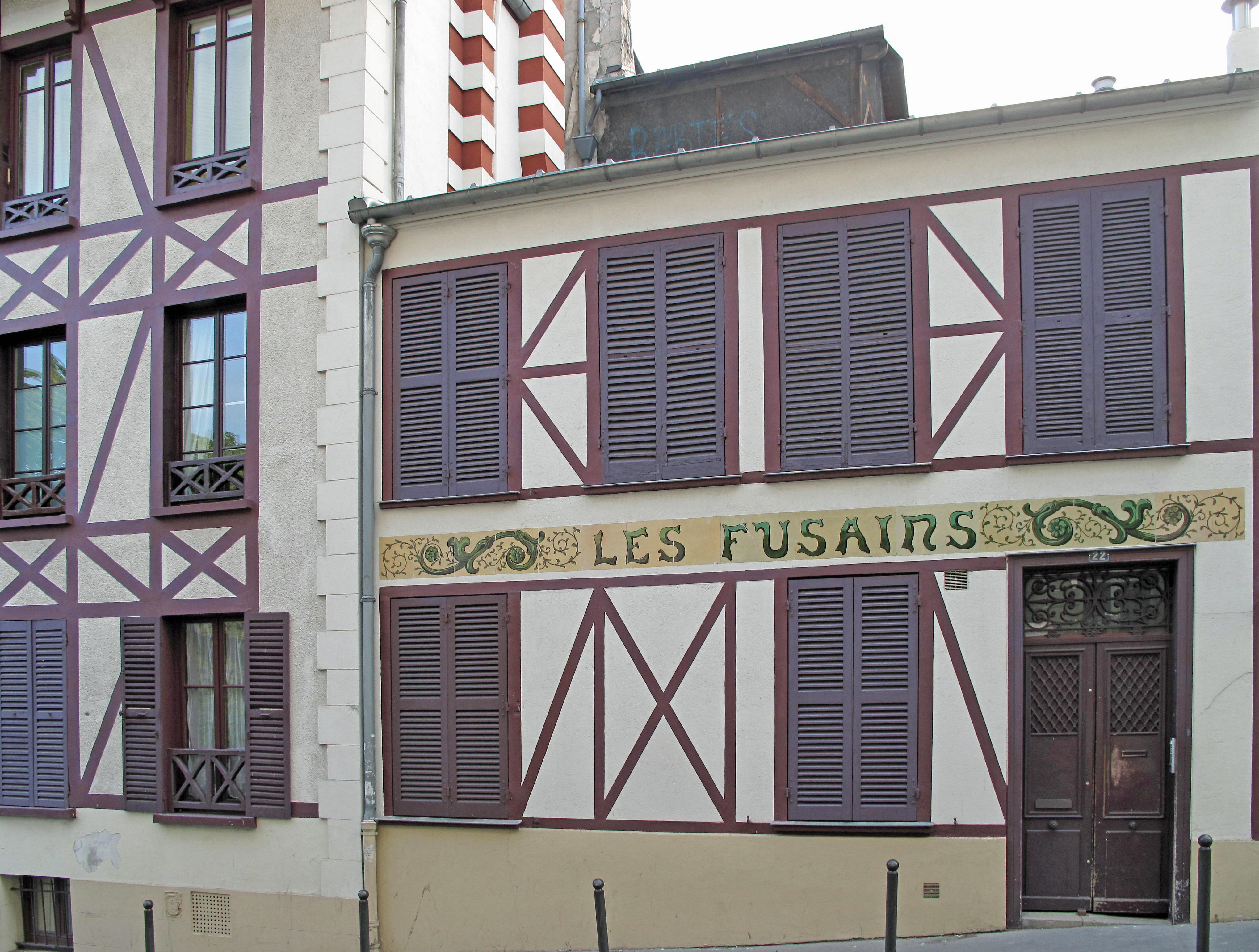
Eingang zum Atelierhaus Les Fusains, Foto aus dem Jahr 2009

Les Fusains, auch Cité des Fusains oder Villa des Fusains genannt, war eine Künstlerkolonie in der 22, rue Tourlaque im 18. Arrondissement am Fuß des Montmartre in Paris. Im Haupthaus befanden sich die Wohnungen der Künstler, im angrenzenden Garten ihre Ateliers. Zu den Künstlern, die dort lebten und arbeiteten, gehörten unter anderem zu Beginn des 20. Jahrhunderts Pierre Bonnard und André Derain sowie ab den 1920er Jahren Hans Arp, Sophie Taeuber-Arp, Max Ernst und Joan Miró.

## Geschichte
Die Ateliers Les Fusains wurden 1887 vom Pariser Kulturministerium gegründet und waren von Beginn an den Künstlern weltweit gewidmet. Zu dieser Zeit war Paris die Hauptstadt der Kunst. Nach der Weltausstellung 1889 und der Weltausstellung von 1900 wurden einige Pavillons und Skulpturen an diese Stelle gebracht. 
Ursprünglich befand sich der Eingang an der rue Steinlen. Die Künstler der Anlage hielten Kontakte zu dem sich ebenfalls am Montmartre befindlichen Bateau-Lavoir, dessen berühmtester Bewohner Pablo Picasso war. In den 1920er Jahren wurden Les Fusains bis zur rue de Tourlaque erweitert. Seit 1963 steht die Anlage als monument historique der Stadt Paris unter Denkmalschutz, gegenwärtig arbeiten noch fünf bis sechs Künstler in Les Fusains.

## Herkunft der Bezeichnung
Fusain ist wie charbon eine französische Bezeichnung für Kohle. Die Zeichenkohle heißt auf Französisch fusain.